# Felejthetetlen karácsony
A Felejthetetlen karácsony (eredeti címén Bob the Builder: A Christmas to Remember) egész estés brit: angol bábfilm, amely a Bob, a mester című animációs tévéfilmsorozat karácsonyi különkiadása. 
Az Egyesült Királyságban 2001. október 22-én mutatták be.

## Ismertető
A történet két főhőse Bob és Tom. A karácsonyi készülődés alkalmából, Bobot fel akarja kéni, a polgármester asszony az ünnepi megrendezésére. Tom, aki Bob ikertestvére jelenleg távoli az Északi-sarkon tartózkodik. De karácsonyra azonban szeretne hazajönni testvéréhez, hogy közösen töltsék. Az ünnepnap reggelen Bob rendkívül elszomorodott, mivel testvére elkésett az az napi hajó indulásról. Eközben Wendy a helyi együttes vezetőjével elmegy érte, hogy hazahozzák repülővel. Így aztán Bob mégis együtt ünnepelhet Tommal és ez lesz a legszebb karácsonyuk.

## Szereplők
- Bob – A polgármester asszony segítője.
- Tom – Bob ikertestvére, aki az Északi-sarkon tartózkodik.
- Wendy – A helyi együttes vezető segítője.